# 三瓶山
三瓶山（さんべさん）是位在島根縣中部的活火山。標高1,126公尺。日本二百名山之一。也稱作石見富士（いわみふじ）。

## 概要
三瓶山是由主峰・男三瓶（1126m）和女三瓶（957m）、子三瓶（961m）、孫三瓶（907m）等山峰圍成火口的環狀配列。山麓有浮布池和姫逃池。指定為大山隱岐國立公園。
位在石見國和出雲國的國境，在《出雲國風土記》的「國引神話」中和鳥取縣的大山共同登場。

## 關連項目
- 鄉土富士
- 日本二百名山
- 中國自然歩道

## 外部連結
- 産業技術総合研究所 地質調査総合センター 日本の第四紀火山 三瓶山
- 島根県立三瓶自然館（页面存档备份，存于）